# Biskupice (district de Svitavy)
Pour les articles homonymes, voir Biskupice.
Biskupice (en allemand : Biskupitz) est une commune du district de Svitavy, dans la région de Pardubice, en Tchéquie. Sa population s'élevait à 469 habitants en 2024.

## Géographie
Biskupice se trouve à 4 km au nord-est de Jevíčko, à 25 km au sud-est de Svitavy, à 83 km au sud-est de Pardubice et à 174 km au sud-est de Prague.
La commune est limitée par Chornice au nord, par Březinky et Kladky à l'est, par Jaroměřice au sud, et par Jevíčko et Víska u Jevíčka à l'ouest.

## Histoire
La première mention écrite du village date de 1267.

## Galerie

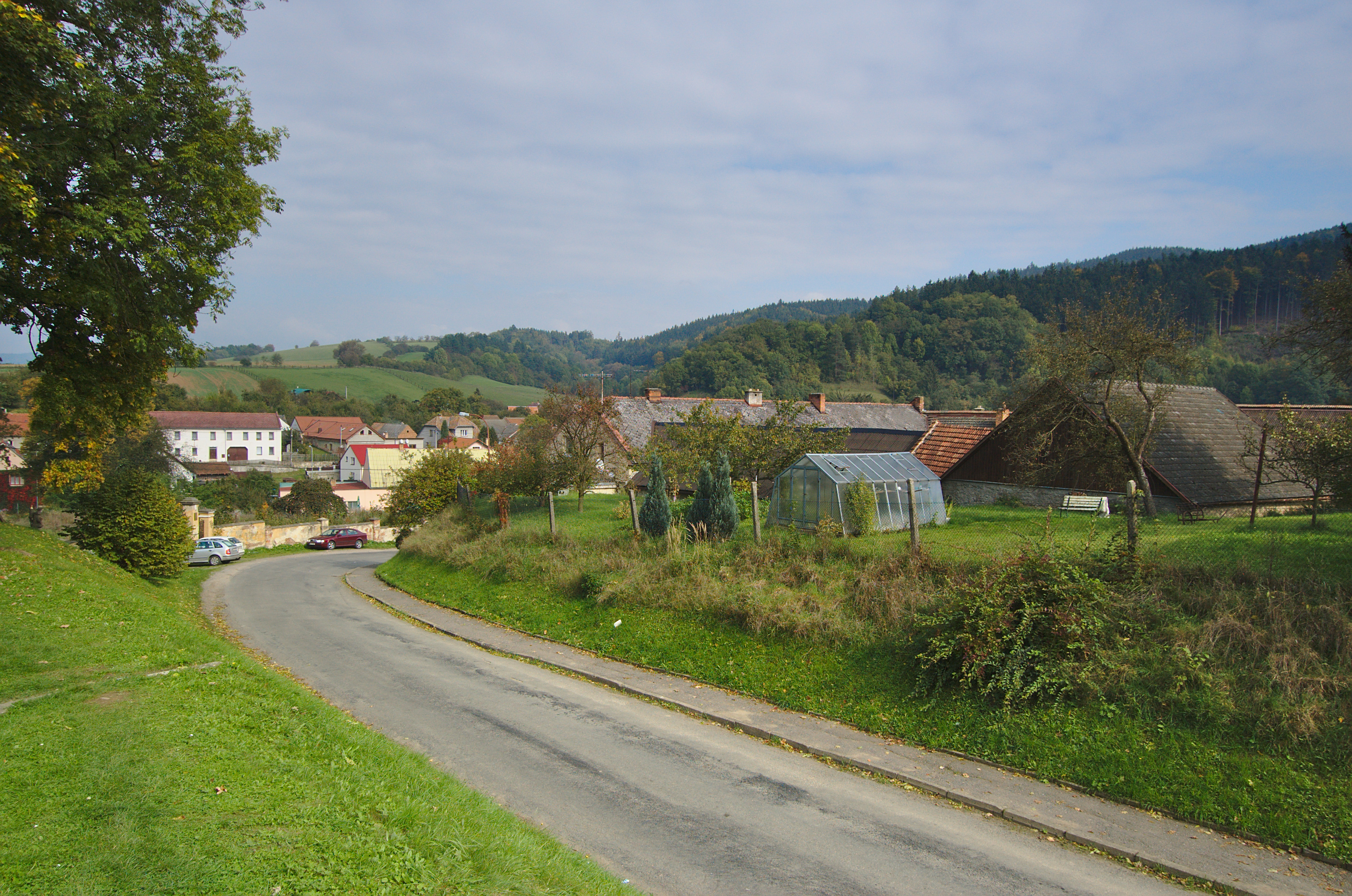
Vue du village.
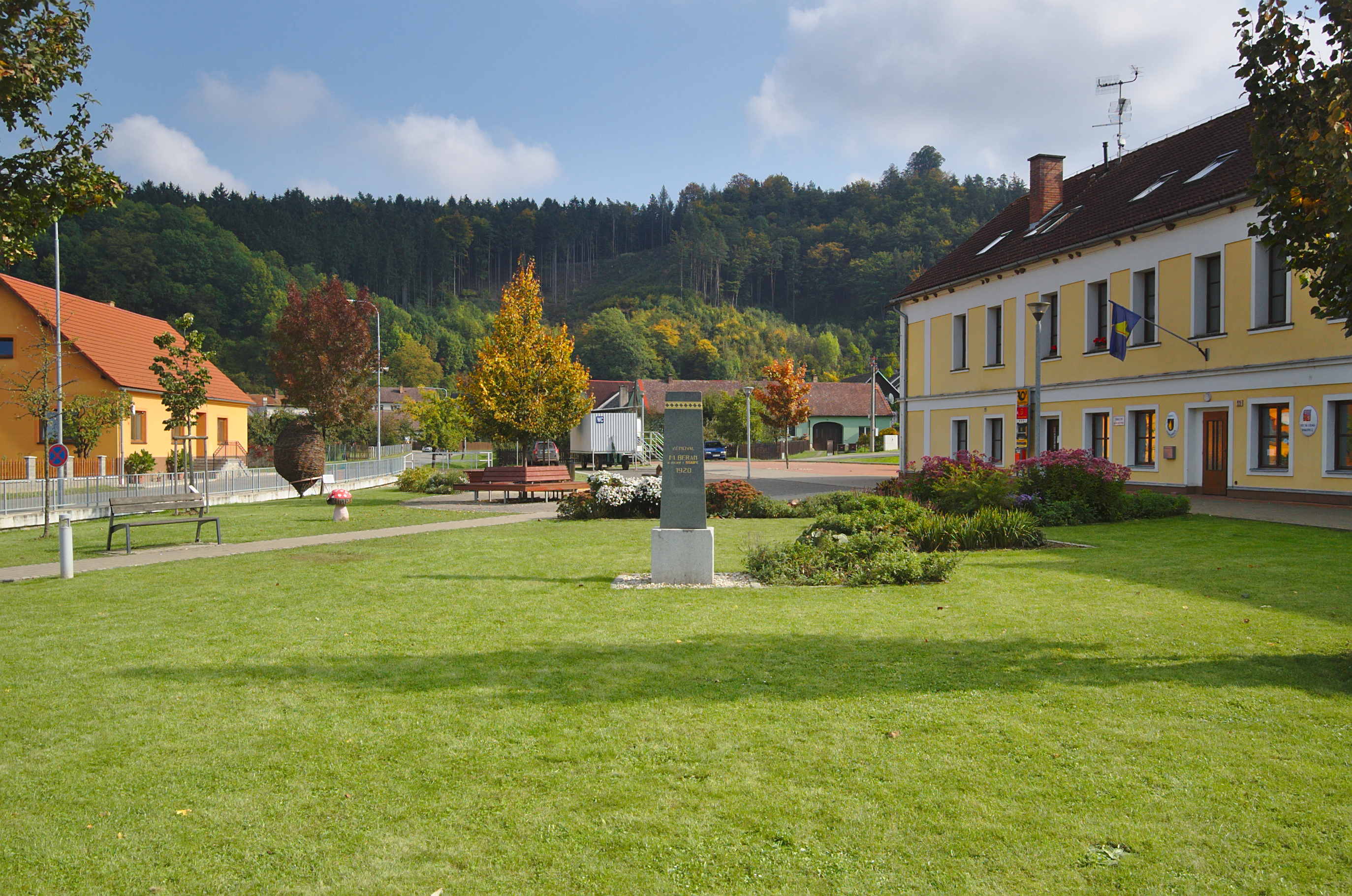
Centre de Biskupice.

## Transports
Par la route, Biskupice se trouve à 16 km de Moravská Třebová, à 32 km de Svitavy, à 48 km d'Olomouc, à 68 km de Pardubice et à 181 km de Prague. 